# Blaise Compaoré
Pour les articles homonymes, voir Compaoré.
Blaise Compaoré, né le 3 février 1951 à Ziniaré, est un militaire et homme d'État burkinabè, président de 1987 à 2014.
Arrivé au pouvoir le 15 octobre 1987 à la suite du coup d'État contre le père de la Revolution burkinabè Thomas Sankara, il est le fondateur de l'Organisation pour la démocratie populaire/Mouvement du travail (ODP/MT), qui fusionne avec douze autres partis politiques pour donner naissance, le 5 février 1996, au Congrès pour la démocratie et le progrès (CDP), ancien parti au pouvoir. Il est l'acteur principal de l'assassinat  de Thomas Sankara, son prédécesseur, survenu lors du coup d'État de 1987. Élu président de la République en 1991 à la suite d'un scrutin contesté et boycotté par l'opposition, il est réélu en 1998, 2005 et 2010.
Il démissionne en 2014, après 27 ans au pouvoir, à la suite du soulèvement populaire des 30 et 31 octobre 2014. En 2022, alors qu'il s'est réfugié en Côte d'Ivoire, il est condamné par contumace, à Ouagadougou, à la prison à perpétuité pour « complicité d’assassinats » et « atteinte à la sûreté de l’État ».

## Biographie

### Enfance, formation et débuts
Blaise Compaoré naît le 3 février 1951 à Ziniaré, au nord de Ouagadougou. Il est l’aîné des sept enfants de Bila Maurice Compaoré et de Tiga Thérèse Bougouma. Son père s'engage dans l’Armée française en tant que tirailleur sénégalais en 1934. Il rentre au pays en 1947, où il exerce la fonction de garde républicain. Avec ses frères et sœurs, Blaise Compaoré passe une enfance heureuse entre Ziniaré et Boromo. Il se souvient encore des parties de chasse qu’il effectuait avec son père, et de la grande affection dont la mère entourait ses enfants.
Blaise Compaoré entame l’école primaire à Guilongou (Ziniaré). Plus tard, il entre au Collège Saint-Joseph des missionnaires à Fada N’Gourma, puis à l’École normale de Ouagadougou, à partir de la seconde. Brillant, il décroche un baccalauréat D en 1972. Les succès scolaires de Blaise cachent mal son tempérament quelque peu turbulent. Il s’est souvent retrouvé à la tête de mouvements de défense des droits des élèves. À la suite d’une manifestation de collégiens en 1971, il est enrôlé d’office dans le contingent spécial de l’Armée, en guise de correction. Il se retrouve très rapidement affecté à la garde du domicile du président de la République, Aboubacar Sangoulé Lamizana.
La punition est plutôt une aubaine pour le garçon qui, depuis longtemps, rêvait du métier des armes - influence de son père oblige. En septembre 1973, il réussit au concours d’entrée à l’École militaire interarmées du Cameroun. Pendant les années suivantes, son activité professionnelle au pays est entrecoupée par de nombreux stages à l’extérieur : spécialisation à l’École d’infanterie de Montpellier ; stages d’instructeur commando à Mont-Louis, à Collioure et à Münsingen en Allemagne, à Briançon et à Montgenèvre ; stage dans les Troupes aéroportées de France ; stage d’instructeur parachutiste à Rabat.
Affecté à la Compagnie d’intervention aéroportée (CIA) de Bobo-Dioulasso en mai 1978, Blaise Compaoré rejoint Ouagadougou deux ans plus tard, pour occuper la fonction d’aide de camp du chef d’Etat-major des Armées. En janvier 1981, il prend la tête du Centre national d’entraînement commando (CNEC) de Pô. Au début de l’année 1982, il effectue un nouveau stage à Pau (France), pour se perfectionner au métier d’officier para. La même année, il gagne ses galons de capitaine. Blaise Compaoré se marie en 1985 à une jeune métisse franco-ivoirienne, Chantal Terrasson de Fougères. Il est père d’une fille, Djamila Imani. Il est connu pour sa grande passion pour le sport, dont il a pratiqué plusieurs disciplines : le basket-ball, le football, le volley-ball. Il aime aussi la lecture, l’architecture, et les animaux sauvages.

### Coup d'État du 3 août 1983
Le 3 août 1983, Thomas Sankara s'empare du pouvoir grâce à un coup d’État. Le nouveau pouvoir change le nom du pays : la Haute-Volta devient le Burkina Faso. Blaise Compaoré, alors capitaine, soutient l'action de Thomas Sankara.

### Coup d'État du 15 octobre 1987
Après ses études militaires en Algérie, Blaise Compaoré a pris le pouvoir le « Jeudi noir » 15 octobre 1987, lors d'un coup d'État sanglant au cours duquel Sankara, son prédécesseur à la tête de l'État, a été tué. Compaoré a décrit le meurtre de Thomas Sankara comme un « accident ». Au moment de prendre la présidence, il a déclaré que Sankara avait « trahi l'esprit de la révolution ». Il engage alors une politique de « rectification de la Révolution », en réalité un retour à la normale des relations avec la Côte d'Ivoire et implicitement avec la France, qui s'étaient précédemment envenimées. En septembre 2008, le sénateur et ex-seigneur de guerre libérien Prince Johnson affirme que ses hommes avaient participé à l'assassinat de Thomas Sankara et cela à l'instigation de Blaise Compaoré. L’enquête menée à partir de 2015 afin d'éclaircir les circonstances de cet assassinat semble toutefois écarter cette hypothèse, bien que des doutes perdurent.
Juste après son accession au pouvoir, il a éliminé deux de ses anciens compagnons dans le gouvernement de Sankara, les capitaines Henri Zongo et Jean-Baptiste Boukary Lingani, accusés de comploter contre le régime. La responsabilité de Blaise Compaoré dans l'assassinat de Sankara a fait l'objet d'une plainte contre le Burkina Faso déposée par Mariam Sankara, la veuve de l'ancien président. En avril 2006, le Comité des droits de l'Homme des Nations unies a condamné le Burkina Faso pour refus d'enquêter sur les circonstances de la mort de Thomas Sankara (et d'en poursuivre les responsables).

### Élections de 1991 et de 1998
Blaise Compaoré a été élu président de la République le 1er décembre 1991. Les principaux partis de l'opposition avaient boycotté cette élection pour protester contre sa prise de pouvoir illégale. Lors de cette élection, le taux de participation a été de 25 %, traduisant la très forte instabilité politique et la protestation dans la population. Il est réélu une première fois le 15 novembre 1998. Quelques jours après sa réélection, le célèbre journaliste Norbert Zongo est assassiné par des éléments de sa garde rapprochée à l'instigation de son frère, François Compaoré.

### Élection de 2005

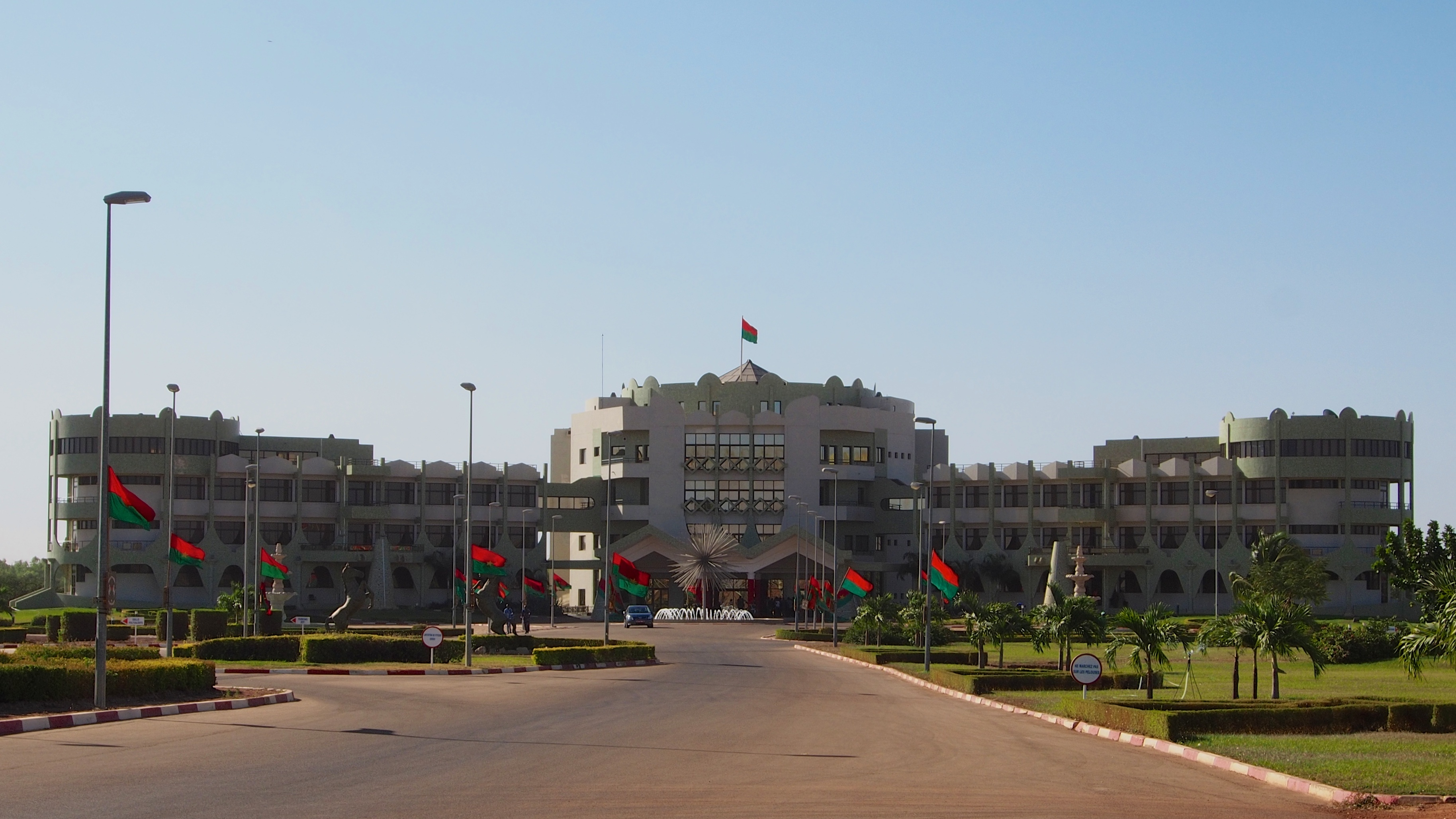
Le palais de Kosyam, siège de la présidence depuis 2005.

En août 2005, Blaise Compaoré a annoncé son intention de participer à la prochaine élection présidentielle. Les hommes politiques de l'opposition ont déclaré son souhait de se représenter en 2005 comme anticonstitutionnel à cause d'un amendement constitutionnel passé en 2000, limitant un président à deux mandats et réduisant la longueur d'un mandat de sept à cinq années, empêchant ainsi Compaoré d'entreprendre un troisième mandat. Les partisans de Compaoré ont contesté ceci, arguant que l'amendement ne pouvait pas être appliqué rétroactivement. Malgré les objections de l'opposition, en octobre 2005, le Conseil constitutionnel a jugé que Compaoré étant un président en exercice en 2000, l'amendement ne pouvait pas prendre effet avant la fin de son second mandat, l'autorisant ainsi à présenter sa candidature à l'élection de 2005.
Le 13 novembre 2005, Compaoré est réélu face à 12 autres candidats en étant crédité de 80,35 % des votes. Bien que 16 partis de l'opposition aient annoncé une coalition pour empêcher Compaoré de garder le pouvoir, personne n'a finalement voulu abandonner son poste à un autre chef de la coalition et l'alliance a échoué. Compaoré a prêté serment pour un autre mandat présidentiel le 20 décembre 2005.

### Élections de 2010

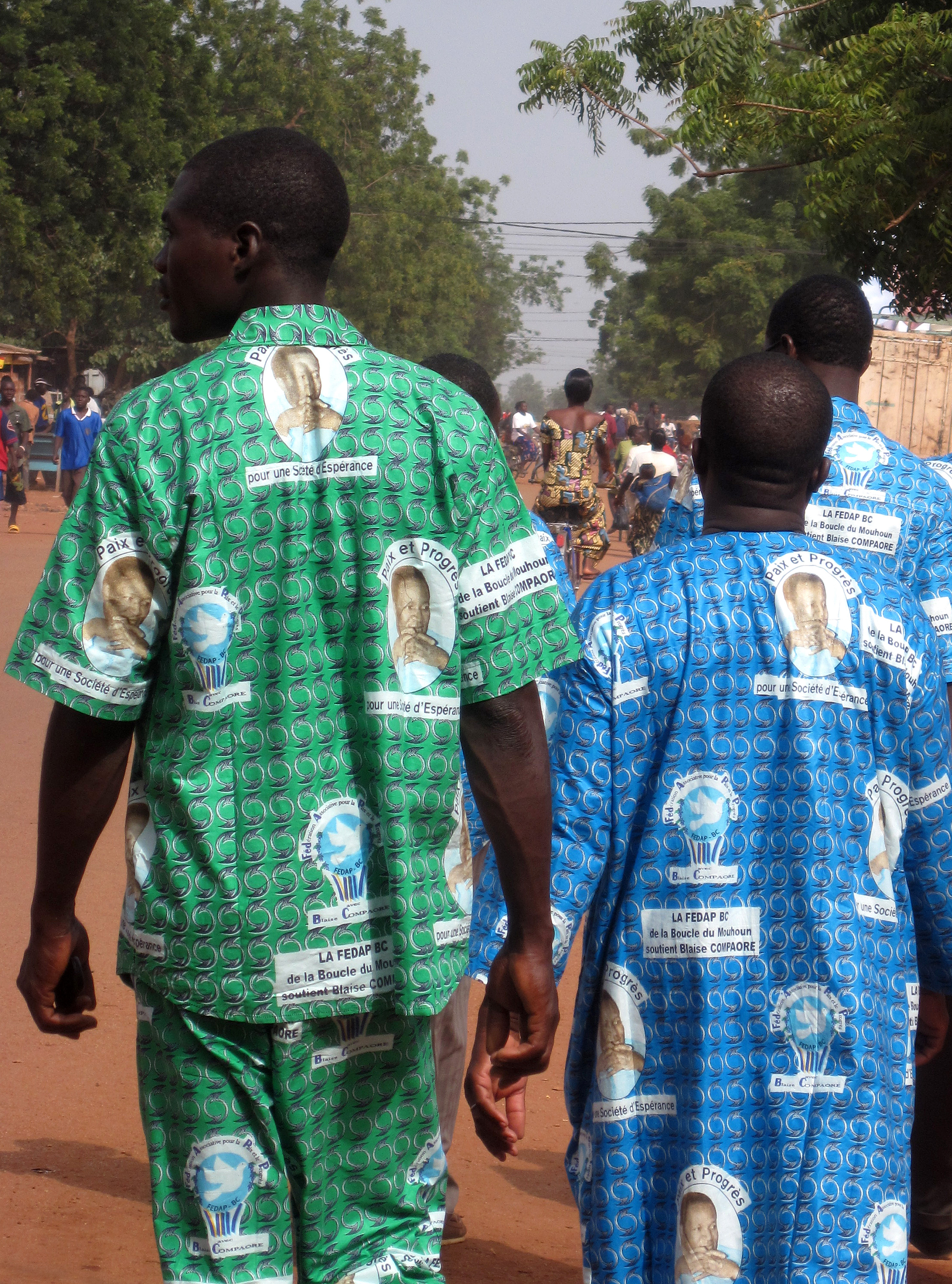
Sympathisants lors de l'élection de 2010

Le 25 novembre 2010, Blaise Compaoré est réélu dès le premier tour de scrutin à la tête du Burkina Faso, avec 80,15 % des suffrages exprimés, pour un dernier mandat.

### Révolte de 2011
La révolte burkinabé commence le 22 février 2011, à la suite de la mort d’un élève battu par les policiers de Koudougou au Burkina Faso. Les manifestations, demandant une enquête sur sa mort et réclamant la fin de l’impunité pour les violences policières, sont réprimées dans le sang en février, et s’amplifient en émeutes au mois de mars. En avril, de nombreuses mutineries éclatent dans les forces de l’ordre, armée et CRS. En mai, la contestation se maintient de façon diffuse.

### Révolution de 2014, démission, fuite, exil et retour
Dès le début de l'année 2014, le régime Compaoré fait face à la pression de la rue : syndicats et étudiants manifestent presque chaque mois pour exprimer leur insatisfaction. 
Le 30 octobre 2014, Blaise Compaoré fait face à un soulèvement populaire d'une grande ampleur, à Ouagadougou comme dans d'autres villes. Blaise Compaoré souhaite se présenter pour un cinquième mandat consécutif en 2015. Pour ce faire, l'article 37 de la loi fondamentale  -  limitant le nombre de mandats présidentiels-  doit être modifié. La tension monte alors que l'assemblée nationale s'apprête à voter cette modification. Des manifestants se pressent près du Parlement et différents bâtiments publics, les forces de sécurité réagissent par des coups de matraques, des tirs et l'emploi de gaz lacrymogène. Cette répression fait au moins 30 morts. Près de 1 500 personnes franchissent les lignes de police et mettent le feu au Parlement. Ils prennent le contrôle de la télévision peu après. 
Sous la pression de la rue et des militaires, Blaise Compaoré dissout le gouvernement et annonce qu'il renonce à modifier la loi fondamentale. Le lendemain, il quitte le pouvoir car les militaires ne le soutiennent plus. Le chef d’état-major des armées, Honoré Traoré, annonce la création d’un « organe de transition », chargé des pouvoirs exécutif et législatif, dont l’objectif est un retour à l’ordre constitutionnel « dans un délai de douze mois ». Exfiltré par les Français après avoir prévenu les partis d'opposition qui n'étaient pas défavorables à l'opération, Blaise Compaoré trouve refuge, avec le soutien du président français François Hollande, en Côte d'Ivoire le 31 octobre, puis au Maroc le 20 novembre. Après quelques semaines passées au Maroc, Blaise Compaoré retourne en Côte d'Ivoire où la nationalité ivoirienne lui est accordée,.
Il vit depuis lors en exil avec son épouse Chantal, sa fille Djamila, régulièrement de passage, et une partie de sa belle-famille dans une villa luxueuse du très huppé quartier Cocody Ambassades, entre le complexe hôtelier Sofitel-Hôtel Ivoire et l’ambassade d’Arabie saoudite.
Le 1er octobre 2016, près de deux ans après sa chute, la justice burkinabé abandonne les charges liées à la tentative d'amender la Constitution, mais maintient celles liées à la répression des manifestations.
En mai 2021, pour la première fois depuis son départ en exil, Blaise Compaoré rencontre à Abidjan Zéphirin Diabré, ministre burkinabé de la Réconciliation nationale. Il est évoqué un éventuel retour de l’ancien président à Ouagadougou, où il pourrait être jugé dans l’affaire Sankara. Le 6 avril 2022, alors qu'il est toujours réfugié en Côte d'Ivoire, il est condamné par contumace, dans ce procès, à Ouagadougou, à la prison à perpétuité pour « complicité d’assassinats » et « atteinte à la sûreté de l’État » en raison de son coup d'État contre Thomas Sankara et de l'assassinat de celui-ci.
En juillet 2022, Blaise Compaoré rentre au Burkina Faso, après plus de huit ans d'exil à l'étranger. Il rencontre Paul-Henri Sandaogo Damiba, président de la junte au pouvoir. Malgré sa condamnation à perpétuité dans le procès Thomas Sankara, Compaoré n'est pas arrêté. Il repart en Côte d'Ivoire et à la fin du mois, une lettre de Compaoré est rendue publique. Dans celle-ci, Compaoré demande pardon aux Burkinabès au nom de l'« intérêt supérieur de la nation » sans toutefois nommer précisément les crimes dont il s'est rendu coupable.

## Action régionale

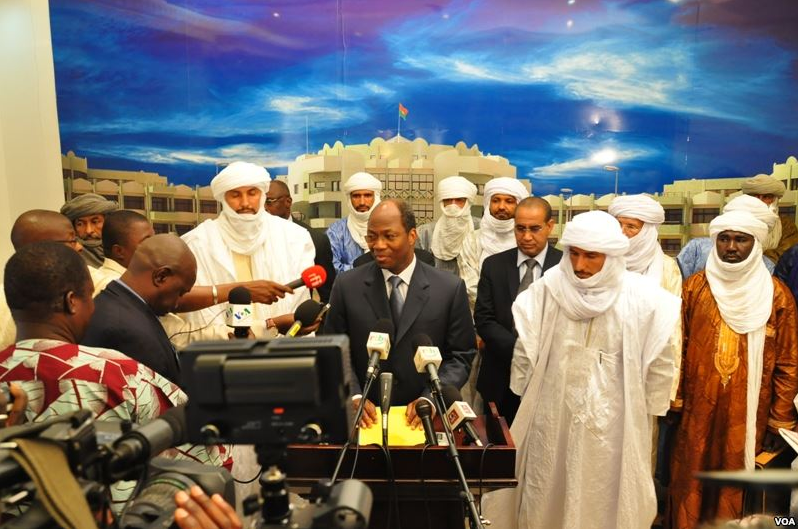
Les délégués d'Ansar Dine et du MNLA à Ouagadougou, avec des représentants de Compaoré, le 16 novembre 2012.

### Soutien à des mouvements armés
Le soutien du président Compaoré à des mouvements armés a représenté un facteur de déstabilisation en Afrique de l'Ouest.
Ce dernier est notamment impliqué dans la guerre civile libérienne et dans la guerre civile sierra-léonaise.
Il reconnait ainsi lors d'une enquête de l'ONU avoir envoyé quatre cents soldats auprès des rebelles de Charles Taylor en 1994 et 1995 pour les aider à conquérir le pouvoir au Libéria.
En Sierra Leone, il a livré des armes aux rebelles du RUF. Selon le panel d'experts de l'ONU chargé de surveiller le respect de l’embargo sur les armes appliqué au Sierra Leone, au moins 68 tonnes d'armes arrivent à Ouagadougou en mars 1999 avant d’être réexpédiées en Sierra Leone via le Liberia. Ces armes, officiellement destinées à l'armée burkinabè, ont été achetées au marchand d'armes israélien Leonid Minin.
Il soutient les milices des Forces nouvelles de Côte d'Ivoire, qui visaient à renverser le président Laurent Gbagbo, lors de la guerre civile qui déchire le pays en 2004.
À l’issue de la 6e conférence des chefs d’État de l’Autorité de Liptako-Gourma réunie à Gao (Mali) les 25 et 26 avril 2005, Blaise Compaoré est reconduit comme président de cette organisation internationale.
Lors du sommet des chefs d'État à Ouagadougou les 1er et 2 juin 2005, Blaise Compaoré succède au président malien Amadou Toumani Touré comme président en exercice de la Communauté des États sahélo-sahariens (CEN-Sad).

### Médiations
Compaoré a joué un rôle de médiateur dans des problèmes régionaux. Le 26 juillet 2006, il a été désigné comme le médiateur du dialogue intertogolais qui s'est tenu à Ouagadougou en août 2006 et qui a abouti sur un accord entre le gouvernement et les partis de l'opposition.
Il est aussi intervenu comme médiateur dans la crise ivoirienne qui a opposé le président ivoirien Laurent Gbagbo et le chef des Forces nouvelles Guillaume Soro. Un accord de paix signé par les deux parties a été signé à Ouagadougou, le 4 mars 2007.
Toutefois, sa légitimité a pu être remise en cause. Louise Arbour, présidente de l'ONG International Crisis Group (ICG), a ainsi déclaré que « M. Compaoré, qui a été militaire, meneur d'un coup d'État et parrain politique de Charles Taylor (ex-chef rebelle et ancien président du Liberia, actuellement jugé pour crimes contre l'humanité, ndlr), n'est pas l'homme le plus fiable pour prêcher la démocratie et (favoriser) le pouvoir civil ».

## Assassinat de Norbert Zongo
Le président Compaoré et sa garde présidentielle ont été impliqués dans la mort du journaliste Norbert Zongo, survenu le 13 décembre 1998,sur la route nationale 6, près de Sapouy, dans le sud du Burkina Faso. Sa voiture a été incendiée et le feu a causé sa mort ainsi que celle de trois autres personnes qui se trouvaient également dans ce véhicule. Directeur de publication de l’hebdomadaire L'Indépendant, Norbert Zongo était connu pour ses positions critiques vis-à-vis du régime de Blaise Compaoré et avait publié des enquêtes retentissantes sur sa mauvaise gouvernance. Au moment de sa mort, Norbert Zongo travaillait sur un article sur la mort de David Ouédraogo, chauffeur de François Compaoré, le frère de Blaise Compaoré et conseiller économique de ce dernier,.  
Les allégations de meurtre de Norbert Zongo ont été une des rares fois où le pouvoir de Compaoré a été vraiment contesté et inquiété. Depuis, l'opposition et le milieu estudiantin rappellent chaque année dans un événement d'une grande ampleur, l'impunité des responsables.
À la suite de la chute du régime de son frère, François Compaoré s'est réfugié en Côte d'Ivoire où il a acquis la nationalité ivoirienne. Le 5 mai 2017, le Burkina Faso émet un mandat d'arrêt international contre François Compaoré dans le cadre de l'enquête relative à l'assassinat de Norbert Zongo et de ses trois compagnons de voyage. Le 29 octobre 2017, François Compaoré est arrêté à Paris, à sa descente d'un vol en provenance d'Abidjan. Cette arrestation fait suite au mandat d'arrêt international émis par le Burkina Faso. Le 5 décembre 2018, la justice française autorise l'extradition de François Compaoré vers le Burkina Faso. La défense de François Compaoré indique qu'elle va former un pourvoi en cassation.
La Cour de cassation française a validé, le 4 juin 2019, l'extradition de François Compaoré vers le Burkina Faso. Elle a rejeté le pourvoi déposé par le frère de l'ex-président burkinabè mis en cause dans son pays dans l'enquête sur l'assassinat du journaliste Norbert Zongo, en 1998. Avant que son transfert vers Ouagadougou puisse avoir lieu, il faut encore une autorisation, par décret, du gouvernement français. Un décret lui-même susceptible d'un recours devant le Conseil d'État[réf. nécessaire].
Le 5 mars 2020, la France par décret autorise l'extradition vers Ouagadougou de François Compaoré.

## Assassinat de Thomas Sankara
Entre décembre 2015 et janvier 2016, la justice militaire burkinabè lance 18 mandats d'arrêts internationaux contre Blaise Compaoré, alors en fuite, pour son implication présumée dans l'assassinat de Thomas Sankara. Ce dernier a été tué lors du coup d’État de 1987 qui a amené Compaoré à la présidence du Burkina Faso jusqu'en 2014. En avril 2016, la cour d'appel du Burkina Faso en annule une bonne partie sous prétexte que le tribunal « n'avait pas suivi la procédure appropriée lors de l'émission de ces mandats ». Compaoré réside toujours en avril 2016 en Côte d'Ivoire qui lui a accordé sa citoyenneté. En avril 2021, la justice burkinabè décide de la tenue d'un procès sur l'assassinat de Sankara. Compaoré et treize autres personnes sont accusées d'« attentat à la sûreté de l'État », « complicité d'assassinats » et « complicité de recel de cadavres ». Le procès se tient en octobre 2021 mais Compaoré refuse de retourner au Burkina Faso pour être jugé, dénonçant une procédure non équitable. Compaoré ne peut être extradé de Côte d'Ivoire, pays dont il a la nationalité,. Le 8 février 2022, le parquet militaire requiert 30 ans de prison à l'encontre de Compaoré pour « atteinte à la sûreté de l'État » et « complicité d'assassinat ». Le 6 avril de la même année, il est condamné par contumace à la prison à perpétuité.

## Distinctions
Blaise Compaoré est récipiendaire de plusieurs distinctions, parmi lesquelles :
- Docteur honoris causa de :
  - 2009 : Institut Internationale d’Ingénierie de l'Eau et de l'Environnement (Institut 2iE)[47] :
  - École des hautes études internationales ;
  - Université Sōka ;
  - Université Ramkhamhaeng ;
  - 23 avril 2004 : Université Jean Moulin Lyon 3. Mais en 2022, il est déchu de ce titre à cause de sa condamnation pour l'assassinat de Thomas Sankara[48] ;
- Commandeur (2005)[49] puis Grand-Croix (2012) de l'ordre international des Palmes académiques du Conseil africain et malgache pour l'enseignement supérieur[50]
- Grand-croix de l'ordre de national du Mérite de la République de Guinée